# Internationale luchthaven Denver
De Internationale luchthaven Denver of Denver International Airport (DIA) is een vliegveld 40 kilometer ten noordoosten van Denver. In 2014 verwerkte de luchthaven 53 miljoen passagiers. Dit maakt Denver het op zestien na drukste vliegveld van de wereld en het op vier na drukste vliegveld van de Verenigde Staten, los nog van vrachtverkeer.
Het vliegveld is de op O'Hare International Airport na belangrijkste hub voor de luchtvaartmaatschappij United Airlines evenals voor Frontier Airlines en Great Lakes Airlines. Southwest Airlines vliegt van hier naar veertig bestemmingen.
Met een oppervlakte van 13.540 ha is DIA veruit de grootste burgerluchthaven van de Verenigde Staten in oppervlakte. De terminals bevinden zich centraal en alle landingsbanen bevinden zich rond deze terminals. Het ontwerp laat toe het huidig aantal van 6 banen desgewenst tot 12 banen uit te breiden.